# Aladdin og den underfulde Lampe
|  | For andre betydninger, se Aladdin (flertydig) |
Aladdin og den underfulde Lampe er en amerikansk stumfilm fra 1917 af Sidney Franklin og Chester M. Franklin.

## Medvirkende
- Francis Carpenter - Aladdin
- F. A. Turner - Mustapha
- Virginia Lee Corbin - Badr al-Budur
- Alfred Paget
- Violet Radcliffe